# Dekle, ki bi raje bilo drugje
Dekle, ki bi raje bilo drugje je družbeni roman.  
Uvrščen je bil v ožji izbor petih nominirancev za nagrado modra ptica.  

## Vsebina
Roman Dekle, ki bi raje bilo drugje govori o Špeli, ki je končala študij primerjalne književnosti, živi v Ljubljani, v garsonjeri. V sosednjem bloku stanuje njena mati, ki se preživlja kot prostitutka. Zaradi otroka, ki je utonil, ko je še delala v vrtcu, je Špelin oče naredil samomor. Po povabilu prijateljice s fakultete se odpravi v London, kjer dobi službo pri založbi. Tam sodeluje pri izboru literature za leksikon Tisoč knjig, ki vam bodo spremenile življenje. Izmisli si povzetek Murakamijevega romana, zato jo vržejo iz službe. Kljub vsem dogodvščinam pa si ves čas želi le tega, da bi jo imel nekdo rad. Ko se na koncu reši iluzij, se modrejša vrne domov, v Ljubljano.  

## Izdaje in prevodi
- Dekle, ki bi raje bilo drugje/The Girl Who Would Rather be Elsewhere. Kolkata, India: Sampark World Publishing, 2016. Prevod/Translated by Timothy Pogacar.